# Parc naturel de Karukinka
Le parc naturel de Karukinka est une aire protégée privée située sur la grande île de la Terre de Feu, dans la province de Magallanes, au sud du Chili. Elle est fondée en 2004, après que la banque Goldman Sachs eut donné le territoire et plusieurs millions de dollars à la Wildlife Conservation Society.

## Contexte de fondation
En 1992, la compagnie Trillium Corporation fit l'acquisition d'un territoire de près d'un million d'acres (environ 4 000 km2) sur la Terre de Feu, de part et d'autre de la frontière Chili-Argentine. Près de la moitié de cette superficie était couverte par des forêts de lengas (Nothofagus pumilio). La compagnie souhaitait y faire de l'exploitation forestière mais, à la suite de l'opposition d'environnementalistes locaux, elle préféra se départir de la portion chilienne du territoire, qui comprend Karukinka. C'est ainsi qu'en 2002, la banque Goldman Sachs acheta le terrain et en devint propriétaire. 
Deux ans plus tard, en 2004, la banque fit don de sa récente acquisition à la Wildlife Conservation Society (WCS). La même année, le territoire de Karukinka était décrété aire protégée.

## Description

### Territoire

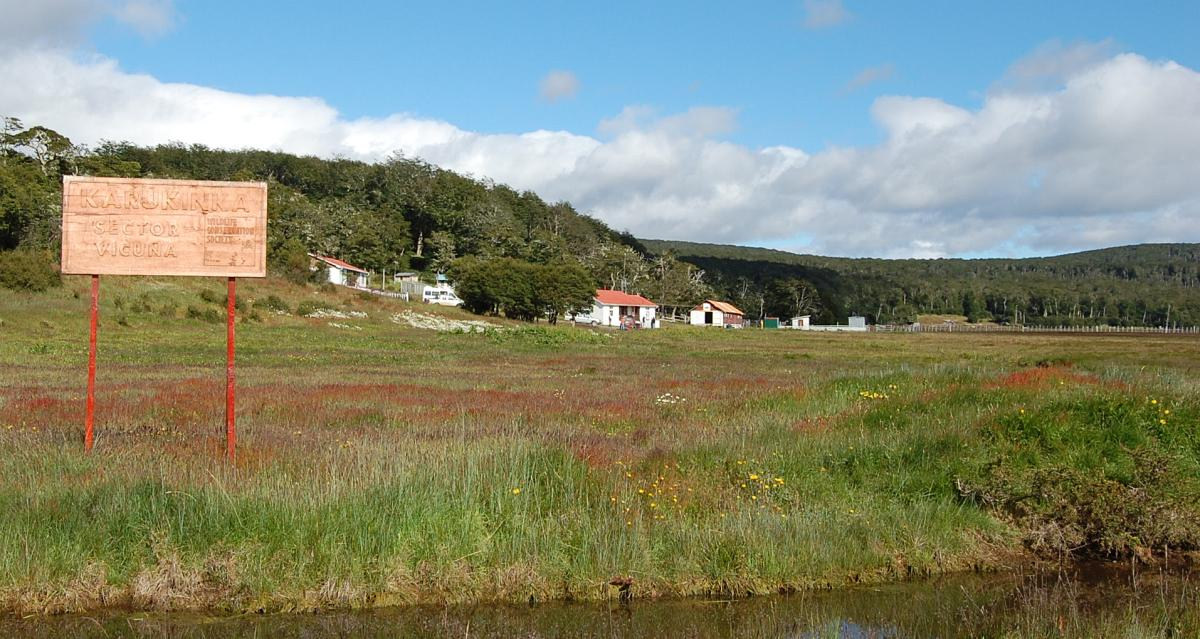
Le parc Karukinka dans le secteur Vicuña.

Couvrant une superficie de près de 3 000 km2, le parc national de Karukinka présente une relief irrégulier ou s'alternent les plateaux et les montagnes. On y trouve plusieurs types d’écosystèmes, dont des fruticées, des steppes, des forêts et de nombreuses tourbières. 
Les tourbières couvrent environ 1 000 km2, soit plus du tiers de son territoire. La plupart des auteurs en reconnaissent trois types : les tourbières à sphaigne, les tourbières à Marsippospermum et les tourbières de couverture. Les tourbières à sphaigne sont dominées presque exclusivement par Sphagnum magellanicum. Cette espèce est aussi présente sur les deux autres types, mais la présence de plantes vasculaires y est plus importante, les plus abondantes étant Marsippospermum grandiflorum et Empetrum rubrum (camarine rouge).

### Flore
On a dénombré 416 espèces végétales au sein de la région, dont 3 espèces endémiques de la Terre de Feu et 41 endémiques du Sud de la Patagonie.